# 宝坂村
宝坂村（ほうさかむら）は福島県河沼郡にあった村。現在の西会津町宝坂各大字にあたる。

## 地理
- 山：目指岳、黒森山、土埋山、古惣座山、東俣山、蝉峠山

## 歴史
- 1889年（明治22年）4月1日 - 町村制の施行により、宝坂村、屋敷村の区域をもって発足。
- 1954年（昭和29年）7月1日 - 野沢町・尾野本村・登世島村・睦合村・下谷村・群岡村・上野尻村および耶麻郡新郷村・奥川村と合併して西会津町が発足。同日宝坂村廃止。

## 交通

### 道路
- 越後街道（二級国道115号新潟平線、現・国道49号）

現在は旧村域を磐越自動車道が通過するが、当時は未開通。